# ريغ كبوت (بمبور الشرقي)
ریغ کبوت (بالفارسية: ریگ کپوت) هي منطقة سكنية تقع في إيران في قسم بمبور الشرقي الريفي. يقدر عدد سكانها بـ 2,389 نسمة .